# Bendis umbrifera
Bendis umbrifera là một loài bướm đêm trong họ Noctuidae.